# Hollenstein an der Ybbs
Hollenstein an der Ybbs – gmina w Austrii, w kraju związkowym Dolna Austria, w powiecie Amstetten, w rejonie Mostviertel. Według Austriackiego Urzędu Statystycznego liczyła 1715 mieszkańców (1 stycznia 2014).